# Paul Fischer (regatista)
Paul Elimar Wolfgang Hans Maria Fischer (Fráncfort del Meno, 3 de mayo de 1922) es un deportista alemán que compitió para la RFA en vela en la clase Star. Ganó una medalla de plata en el Campeonato Europeo de Star de 1962.

## Palmarés internacional
| Campeonato Europeo | Campeonato Europeo | Campeonato Europeo | Campeonato Europeo |
| Año                | Lugar              | Medalla            | Clase              |
| ------------------ | ------------------ | ------------------ | ------------------ |
| 1962               | Cascaes (Portugal) | Medalla de plata   | Star               |